# 尤泽比乌兹·斯莫拉雷克
尤泽比乌兹·斯莫拉雷克（Euzebiusz "Ebi" Smolarek， ɛʊ̯ˈzɛbjuʂ smɔˈlarɛk，1981年1月9日—），波蘭足球運動員，司職前鋒，效力波蘭足球甲級聯賽球會乔治罗尼亚。
出生於波蘭的罗兹市，父親是前足球員，曾出席過1982年和1986年世界杯。由於父親曾在球員時代在荷蘭打滾並擔任教練，施莫拿歷克受荷蘭足球影響較深，出道時是在荷蘭班霸飛燕諾展開，一效力便是五年。2004年轉到鄰國德國加盟多蒙特，兩季間上陣81場入25球。他也是波蘭國家隊核心，曾出席2006年世界杯，可惜首圈出局。
2007年8月24日，施莫拿歷克與西甲球會桑坦德競技簽約，轉會費據報是480萬歐元。2008年8月29日獲外借到英超球隊保頓一個球季，如表現理想，更可優先買斷。
儘管在 2009-10 賽季開始時有一些德甲俱樂部對斯莫拉雷克感興趣，但斯莫拉雷克仍於2009年12月14日與卡瓦拉竞技俱乐部簽約，合約期至2012年6月30日。

## 外部連結
- 足球数据库：尤泽比乌兹·斯莫拉雷克的球员统计数据
- 尤泽比乌兹·斯莫拉雷克 （页面存档备份，存于） (90minut.pl)
- 尤泽比乌兹·斯莫拉雷克 (ebismolarek.com)